# Hel (Polonia)
Hel (in casciubo Hél, in tedesco Hela) è una città polacca del distretto di Puck nel voivodato della Pomerania.
Ricopre una superficie di 21,27 km² e nel 2017 contava 3.276 abitanti.

## Geografia
Hel è una cittadina situata nella punta della penisola di Hel.

### Clima
Hel ha un clima oceanico (Köppen: Cfb). La sua posizione peninsulare causa un clima unico in Polonia e più simile a quello del nord-ovest dell'Europa.
| Hel (1991-2020) Fonte: meteomodel.pl | Mesi         | Mesi         | Mesi         | Mesi        | Mesi        | Mesi        | Mesi        | Mesi        | Mesi        | Mesi        | Mesi        | Mesi         | Stagioni | Stagioni | Stagioni | Stagioni | Anno    |
| Hel (1991-2020) Fonte: meteomodel.pl | Gen          | Feb          | Mar          | Apr         | Mag         | Giu         | Lug         | Ago         | Set         | Ott         | Nov         | Dic          | Inv      | Pri      | Est      | Aut      | Anno    |
| ------------------------------------ | ------------ | ------------ | ------------ | ----------- | ----------- | ----------- | ----------- | ----------- | ----------- | ----------- | ----------- | ------------ | -------- | -------- | -------- | -------- | ------- |
| T. max. media (°C)                   | 2,1          | 2,6          | 5,6          | 11,0        | 16,0        | 19,7        | 22,1        | 22,1        | 17,6        | 12,0        | 7,0         | 3,7          | 2,8      | 10,9     | 21,3     | 12,2     | 11,8    |
| T. media (°C)                        | 0,6          | 0,7          | 2,7          | 6,7         | 11,4        | 15,4        | 18,1        | 18,2        | 14,5        | 9,7         | 5,3         | 2,2          | 1,2      | 6,9      | 17,2     | 9,8      | 8,8     |
| T. min. media (°C)                   | −1,1         | −1,1         | 0,2          | 3,2         | 7,6         | 11,8        | 14,8        | 15,1        | 11,9        | 7,6         | 3,7         | 0,6          | −0,5     | 3,7      | 13,9     | 7,7      | 6,2     |
| T. max. assoluta (°C)                | 11,3 (2007)  | 12,9 (1990)  | 20,5 (1968)  | 26,2 (2000) | 28,0 (1971) | 31,7 (2021) | 35,0 (1959) | 31,8 (1963) | 28,1 (2015) | 23,2 (1966) | 15,9 (1968) | 11,7 (2006)  | 12,9     | 28,0     | 35,0     | 28,1     | 35,0    |
| T. min. assoluta (°C)                | −19,1 (1963) | −20,1 (1956) | −17,0 (1987) | −9,0 (1956) | −5,1 (1954) | −0,1 (1951) | 5,4 (1976)  | 5,3 (1983)  | −2,3 (1966) | −3,0 (1956) | −9,2 (1998) | −15,2 (1978) | −20,1    | −17,0    | −0,1     | −9,2     | −20,1   |
| Giorni di calura (Tmax ≥ 30 °C)      | 0,0          | 0,0          | 0,0          | 0,0         | 0,0         | 0,1         | 0,4         | 0,2         | 0,0         | 0,0         | 0,0         | 0,0          | 0,0      | 0,0      | 0,7      | 0,0      | 0,7     |
| Giorni di gelo (Tmin ≤ 0 °C)         | 16,3         | 15,5         | 13,3         | 4,1         | 0,4         | 0,0         | 0,0         | 0,0         | 0,0         | 0,1         | 3,4         | 11,2         | 43,0     | 17,8     | 0,0      | 3,5      | 64,3    |
| Giorni di ghiaccio (Tmax ≤ 0 °C)     | 8,0          | 5,8          | 1,6          | 0,0         | 0,0         | 0,0         | 0,0         | 0,0         | 0,0         | 0,0         | 0,9         | 4,0          | 17,8     | 1,6      | 0,0      | 0,9      | 20,3    |
| Nuvolosità (okta al giorno)          | 6,1          | 5,8          | 5,0          | 4,3         | 4,2         | 4,3         | 4,3         | 4,2         | 4,5         | 5,1         | 6,2         | 6,2          | 6,0      | 4,5      | 4,3      | 5,3      | 5,0     |
| Precipitazioni (mm)                  | 38,5         | 30,7         | 32,9         | 30,7        | 48,9        | 57,6        | 77,9        | 67,6        | 60,6        | 57,4        | 49,2        | 46,0         | 115,2    | 112,5    | 203,1    | 167,2    | 598,0   |
| Giorni di pioggia                    | 10,1         | 8,0          | 8,6          | 6,4         | 8,1         | 9,4         | 9,5         | 9,4         | 9,0         | 10,4        | 10,0        | 10,6         | 28,7     | 23,1     | 28,3     | 29,4     | 109,5   |
| Nevicate (cm)                        | 93,8         | 129,2        | 71,9         | 3,6         | 0,0         | 0,0         | 0,0         | 0,0         | 0,0         | 0,0         | 3,9         | 57,4         | 280,4    | 75,5     | 0,0      | 3,9      | 359,8   |
| Giorni di neve                       | 11,3         | 13,1         | 6,8          | 0,5         | 0,0         | 0,0         | 0,0         | 0,0         | 0,0         | 0,0         | 1,4         | 6,3          | 30,7     | 7,3      | 0,0      | 1,4      | 39,4    |
| Umidità relativa media (%)           | 86,9         | 85,7         | 82,8         | 80,6        | 80,4        | 80,5        | 81,8        | 81,8        | 83,1        | 84,9        | 88,1        | 88,1         | 86,9     | 81,3     | 81,4     | 85,4     | 83,7    |
| Ore di soleggiamento mensili         | 41,5         | 68,5         | 135,2        | 216,2       | 276,3       | 277,7       | 276,1       | 258,9       | 176,5       | 114,6       | 48,0        | 35,2         | 145,2    | 627,7    | 812,7    | 339,1    | 1 924,7 |
| Pressione a 0 metri s.l.m. (hPa)     | 1 014,8      | 1 014,4      | 1 014,5      | 1 014,4     | 1 015,3     | 1 014,1     | 1 013,5     | 1 014,4     | 1 015,4     | 1 015,3     | 1 014,1     | 1 014,2      | 1 014,5  | 1 014,7  | 1 014,0  | 1 014,9  | 1 014,5 |
| Tensione di vapore (hPa)             | 5,7          | 5,7          | 6,2          | 7,9         | 10,9        | 14,1        | 16,9        | 17,1        | 13,8        | 10,4        | 8,1         | 6,5          | 6,0      | 8,3      | 16,0     | 10,8     | 10,3    |
| Vento (direzione-m/s)                | 4,7          | 4,4          | 4,1          | 3,6         | 3,4         | 3,5         | 3,4         | 3,4         | 3,8         | 4,2         | 4,4         | 4,6          | 4,6      | 3,7      | 3,4      | 4,1      | 4,0     |

## Storia

### I primi sviluppi
Il villaggio casciubiano di Hel fu menzionato per la prima volta nel 1198 come centro della zona commerciale di vendita dell'aringa chiamata Gellen. In una delle cronache danesi del 1219 si menziona che una nave danneggiata del re Valdemaro II il Vittorioso fu messa a terra su un'isola di Hel. Nel XIII secolo il villaggio divenne uno dei centri commerciali più importanti della zona, in competizione con la vicina città di Danzica. Fu allora che al duca Świętopełk II il Grande di Pomerania furono concessi i diritti di città. I privilegi furono successivamente confermati nel 1378 quando la città passò sotto il dominio dei Cavalieri Teutonici.
Inizialmente la città era a circa 1,5 km dal suo centro odierno. Comprendeva una chiesa, un ospedale, due mercati, diversi alberghi e un piccolo porto. Tuttavia, nel XV secolo la penisola iniziò a ridursi a causa dell'erosione marina e presto la città fu spostata in un luogo più sicuro. Nel 1417 fu costruita la chiesa di San Pietro in città, dedicata al santo patrono dei pescatori. Hel visse un periodo di crescita, ma in seguito venne superata da Danzica in più rapida crescita. Nel 1466 il re Casimiro IV di Polonia concesse la città come feudo ai sovrani di Danzica, ciò pose fine alla secolare lotta per il dominio economico sulla baia di Danzica. Nel 1526 il re Sigismondo I il Vecchio ritirò tutti i privilegi precedentemente concessi a Hel e vendette la città e la penisola alle autorità cittadine di Danzica. Da allora il destino di Hel è stato legato alle sorti del suo vicino più grande.
Verso la fine del XVI secolo, la lingua scritta della città passò, come in tutta la regione, dal basso tedesco all'alto tedesco.
Nel XVII e XVIII secolo la guerra prolungata e una serie di catastrofi naturali hanno gravemente danneggiato la città. Fu gravemente spopolata e nel 1872 il governo del nuovo stato tedesco abolì i diritti di città concessi a Hel sei secoli prima. Successivamente il villaggio di Hela (come viene chiamato in tedesco) ha perso gran parte del suo significato.

### Tempi moderni

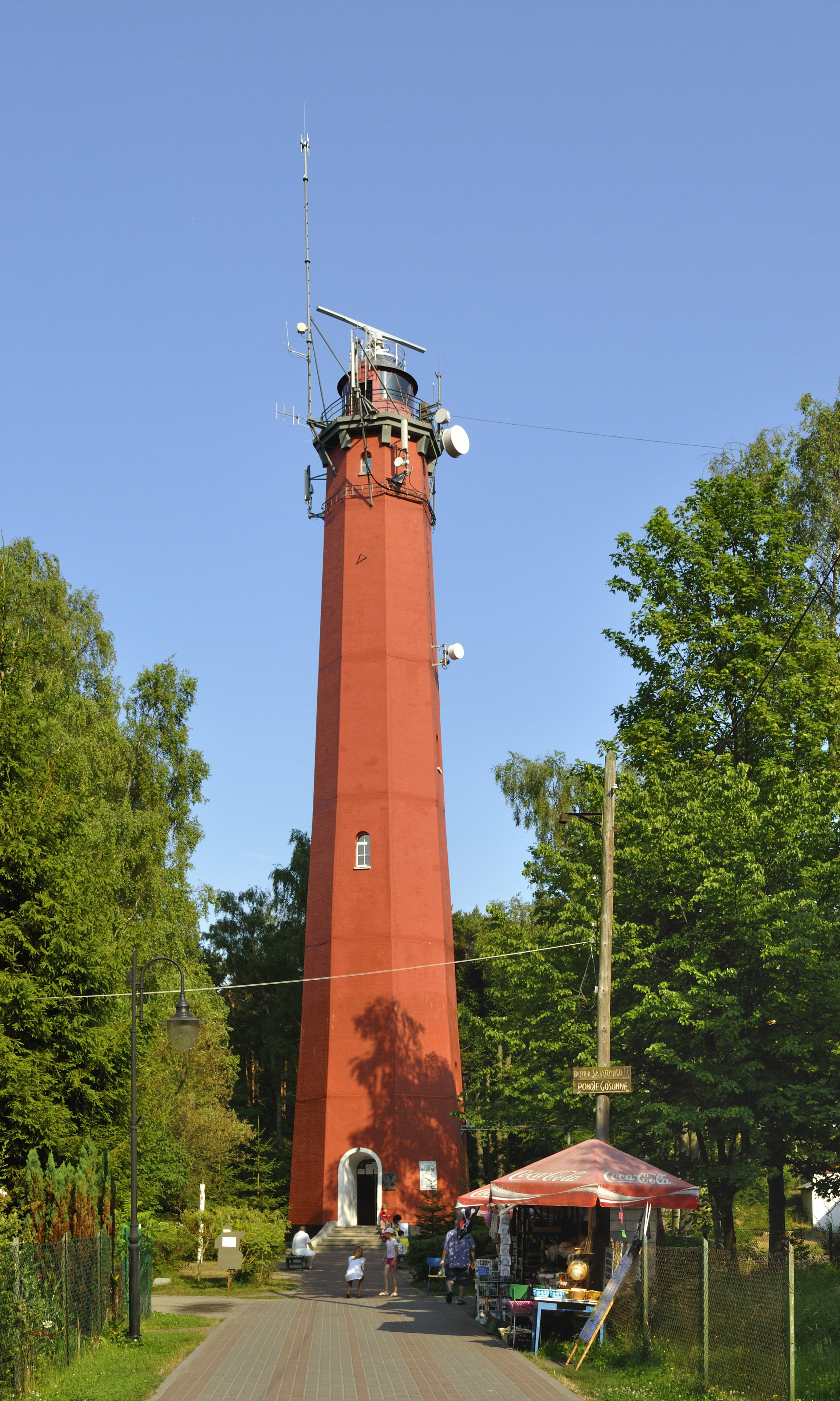
Faro di Hel

Il periodo di declino finì nel 1893 quando fu costruito un porto per pescatori nel villaggio. Forniva un riparo per i pescherecci, ma divenne anche una destinazione popolare per i viaggi del fine settimana degli abitanti di Danzica e Sopot. Nel 1896 al villaggio fu concesso lo status di resort sul mare.
A seguito della prima guerra mondiale e del trattato di Versailles, la Polonia tornò ad essere una nazione indipendente. Hel, prima della guerra un villaggio prevalentemente tedesco (93% nel 1905), divenne parte della Polonia. Nel 1921 fu costruita una nuova ferrovia lungo la penisola che collegava la città alla terraferma. Anche le autorità del Voivodato di Pomerania progettarono di costruire una strada per il villaggio, ma la penisola fu trovata troppo stretta in quel momento. Presto Hel divenne uno dei centri turistici più importanti della Pomerania polacca. Furono costruiti nuovi sobborghi di ville per turisti, oltre a una nuova chiesa, scuola, istituto di pesca ed osservatorio geofisico. Inoltre, il villaggio divenne una delle due basi navali principali della Marina polacca. Il porto fu ampliato e nel 1936 il presidente dichiarò la penisola "area fortificata" sotto la giurisdizione dell'esercito polacco. La base navale fu ampliata in modo significativo e fu costruita una batteria di artiglieria costiera per fornire copertura alle strutture militari.
Durante l'invasione tedesca della Polonia, la penisola di Hel fu una delle più lunghe sacche di resistenza dell'esercito polacco. Circa 3.000 soldati del gruppo di difesa costiera (Grupa Obrony Wybrzeża) sotto il comando del contrammiraglio Włodzimierz Steyer hanno difeso l'area fino al 2 ottobre 1939. Poco prima della capitolazione, gli ingegneri militari polacchi fecero esplodere un certo numero di siluri, che separarono la penisola dalla terraferma trasformandola temporaneamente in un'isola. Durante la seconda guerra mondiale, la Kriegsmarine usò la base navale di Hel per addestrare gli equipaggi degli U-Boot. Alla fine della guerra il villaggio fu l'ultima parte del suolo polacco ad essere liberato: le unità tedesche circondate lì si arresero solo il 14 maggio 1945, sei giorni dopo la resa della Germania.
Dopo la guerra il villaggio divenne di nuovo una base navale. Nel 1960 fu costruita una strada che collegava Hel con Jastarnia sulla terraferma. Tre anni dopo i diritti di città furono reintrodotti. Da allora l'industria del turismo ha iniziato a riprendersi e sono stati costruiti numerosi hotel, pensioni e pensioni. Nel 1996 la Marina polacca ha venduto tutte le parti rimanenti della penisola alle autorità civili e ad oggi è presente solo una piccola base navale.
Il porto ora serve principalmente come porto turistico per yacht, anche se ci sono alcuni pescherecci e traghetti per Danzica, Sopot e Gdynia in estate.

## Turismo
Come gli altri paesi posti sulla Penisola di Hel, Jurata, Jastarnia, Kuźnica, Chałupy e Władysławowo, Hel è una località turistica e ospita un piccolo porto e il Fokarium, struttura dedicata allo studio delle foche del mar Baltico, con museo e vasche in cui vivono alcune foche.
Inoltre sono visitabili alcune delle fortificazioni militari costruite vicino al paese.
Hel è raggiungibile tramite la strada e la ferrovia che corrono lungo la penisola di Hel o con traghetti che la collegano a Danzica, Sopot e Gdynia.